# آهوی شاخ‌باریک
آهوی شاخ‌باریک (نام علمی: Gazella leptoceros) نام یک گونه از سرده آهوها است. بالای بدنش قهوه‌ای جلادار با نوارهای کم‌رنگی بر روی صورت و پهلوها و زیر بدن آن سفید است و هر دو جنس آن شاخ‌های نازک دارند.